# Chiesa di Santa Barbara di Torello
La chiesa di Santa Barbara fa parte del complesso edilizio ecclesiale di Santa Barbara in Torello (frazione di Castel San Giorgio), che occupa la sommità di un poggio ai piedi del monte Torello, propaggine del monte Bosco Borbone o monte Torre del Gatto.

## Struttura
La posizione del complesso lo rende caratteristico e suggestivo. Esso comprende:
- la chiesa principale
- il campanile, alla sinistra della chiesa
- l'attigua Cappella della Congregazione dell'Addolorata, sempre sulla sinistra (parzialmente rovinata)
- la sottostante terra santa (parzialmente rovinata)
- la casa canonica, sulla destra della chiesa.

Al complesso si accede da una pittoresca salita ad ampia scalinata.
Di notevole pregio artistico è il portale d'ingresso finemente intagliato e in tufo grigio della tufara di Fiano (località di Nocera Inferiore), con edicola votiva alla santa posta al centro.
L'interno della chiesa conserva ancora le sue caratteristiche originarie con un caratteristico pavimento in riggiole di creta.

## Storia
Le prime notizie della Chiesa di Santa Barbara in Torello risalgono al 1309, retta dal parroco Guglielmo Budeca (o Budetta) e con cappellano Nicola de Malzerico.
Santa Barbara risulta tra le chiese della forania dell'allora San Giorgio, posta al confine tra gli antichi gastaldati longobardi di Rota (l'odierna Mercato San Severino) e di Sarno.
La tradizione tramanda che il culto per tale santa fu scelto dai taglialegna di Torello che nell'abbattere gli alberi sui monti, specie durante i temporali, si vedevano a rischio di fulmini, che folgoravano persone o incenerivano cose. Sentendo quindi il bisogno di protezione verso gli effetti del fuoco, gli abitanti di Torello invocavano Santa Barbara come loro protettrice.
Nell'anno 1511 l'arcivescovo di Salerno, Federico de Campo Fregoso che poi sarebbe divenuto cardinale, accolse la richiesta dei montanari e consacrò la vecchia chiesa locale a Santa Barbara, dotandola del minimo necessario per la funzione di parrocchia: il fonte battesimale, i tre oli santi (crisma, olio degli infermi e olio dei catecumeni) e il Santissimo Sacramento. A causa però delle precarie condizioni della struttura, fu deciso di costruire una nuova chiesa.
Della chiesa originaria non resta alcuna testimonianza materiale; sorgeva verosimilmente nello stesso luogo della chiesa attuale, di dimensioni più piccole. Particolare tramandato è che essa era orientata in modo opposto ad oggi, vale a dire col portale d'ingresso verso l'antica strada che costeggiando il monte Torello portava a Siano.
Nella visita pastorale del 1564, la cappellania e la rettoria venivano riportate come ancora distinte, con rendite rispettivamente di 6 e 4 ducati.
Dai documenti conservati presso il museo diocesano di Salerno e relativi ad una successiva visita pastorale del 1594, la rettoria è invece riportata come unita alla parrocchia, come nell'attuale configurazione.
La nuova chiesa risultava ancora in via di costruzione nella visita pastorale del 1605. Nel 1608 mancava solo il tetto a completare i lavori.
All'anno 1724 risale la costruzione del campanile, con la caratteristica cupola conica in battuto in calce.
La nuova chiesa di Santa Barbara è elencata tra le parrocchie della Terra di San Giorgio.
La costruzione della casa canonica risale al 1950.
Nel 1986 la parrocchia è stata accorpata alla parrocchia di Santa Maria di Costantinopoli (delle vicine frazioni Aiello e Campomanfoli) e alla parrocchia di Santa Maria a Favore (della vicina e omonima frazione), formando così una sola realtà parrocchiale, costituita da tre chiese principali.

## Opere custodite
Già citati negli inventari napoleonici delle opere d'arte del salernitano, nella chiesa di Santa Barbara di Torello sono custoditi i seguenti pregevoli oggetti d'arte:
- una statua di legno di Santa Barbara, con veste verde e mantello rosso dell'inizio del ‘700;
- una statuetta anche di carta sotto il titolo di San Giuseppe;
- un quadro di tela sull'altare maggiore, nel quale vi sono dipinte le immagini del Sacramento, Santa Barbara e Santa Lucia;
- altre due pale dipinte ad olio.

Da menzionare infine le decorazioni pittoriche della contro-soffittatura di tipo perret.

## Galleria d'immagini

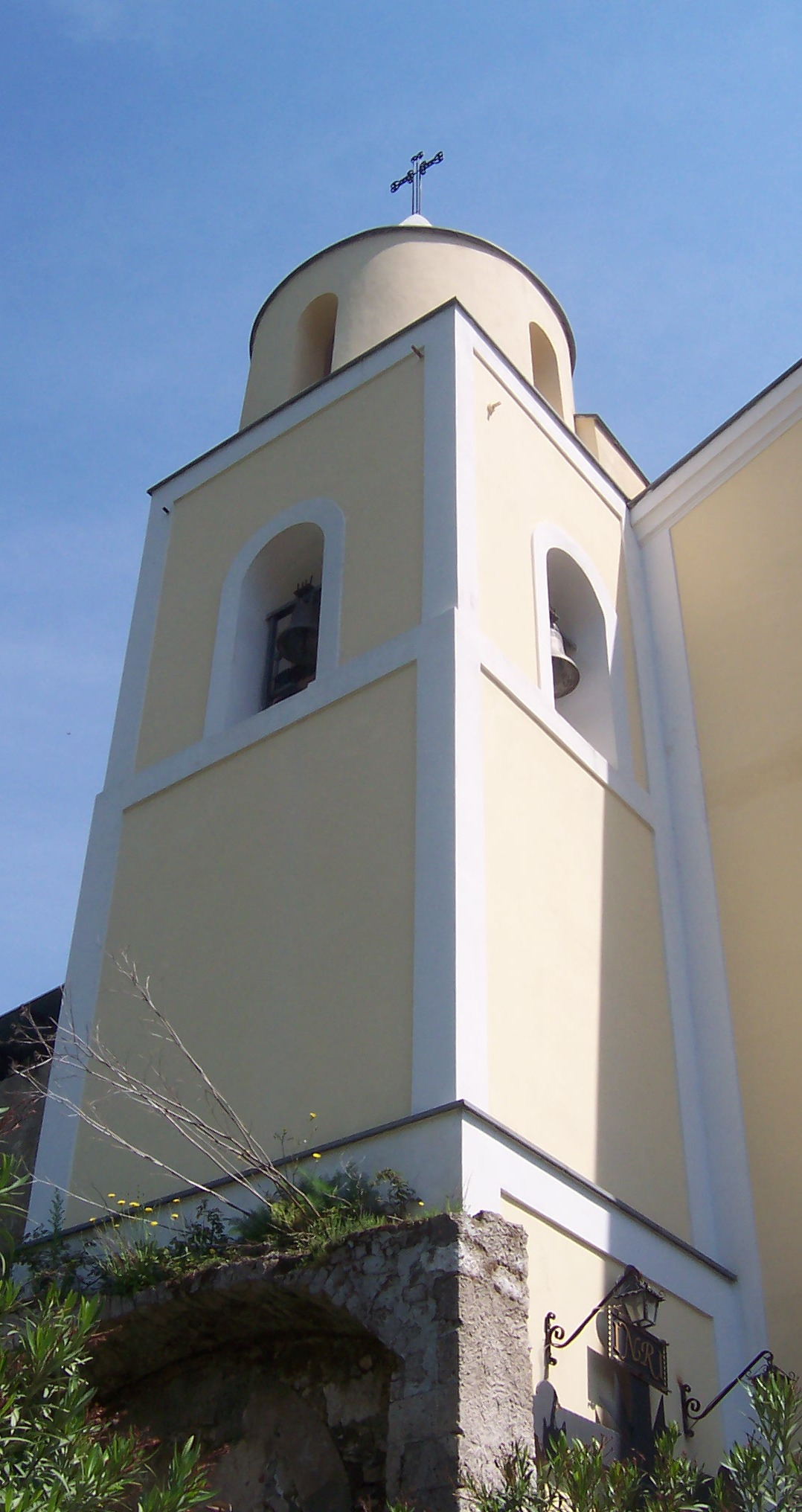
Chiesa di Santa Barbara in Torello - Campanile (2009)
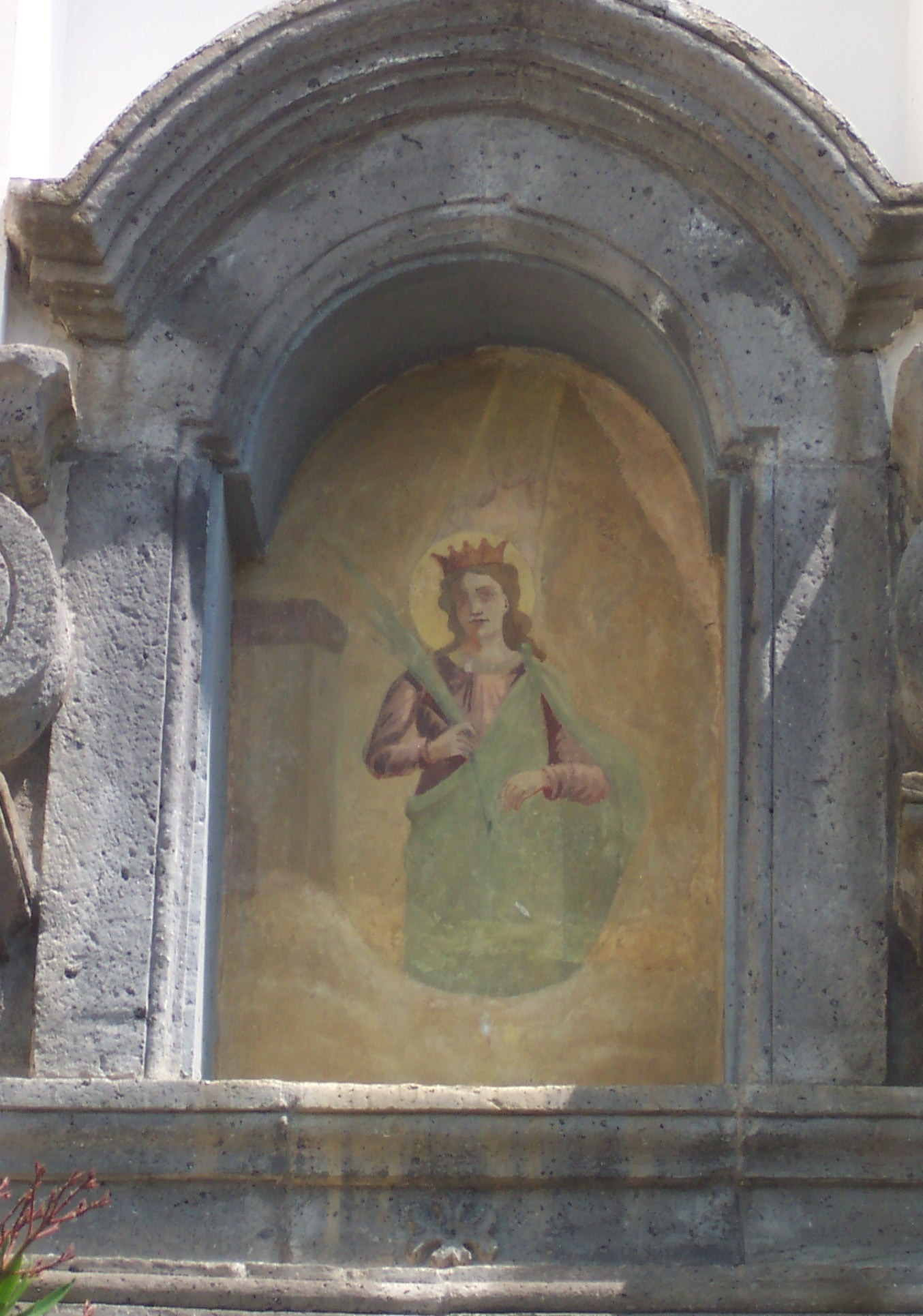
Chiesa di Santa Barbara in Torello - Dettaglio della edicola nel portale di ingresso (2009)
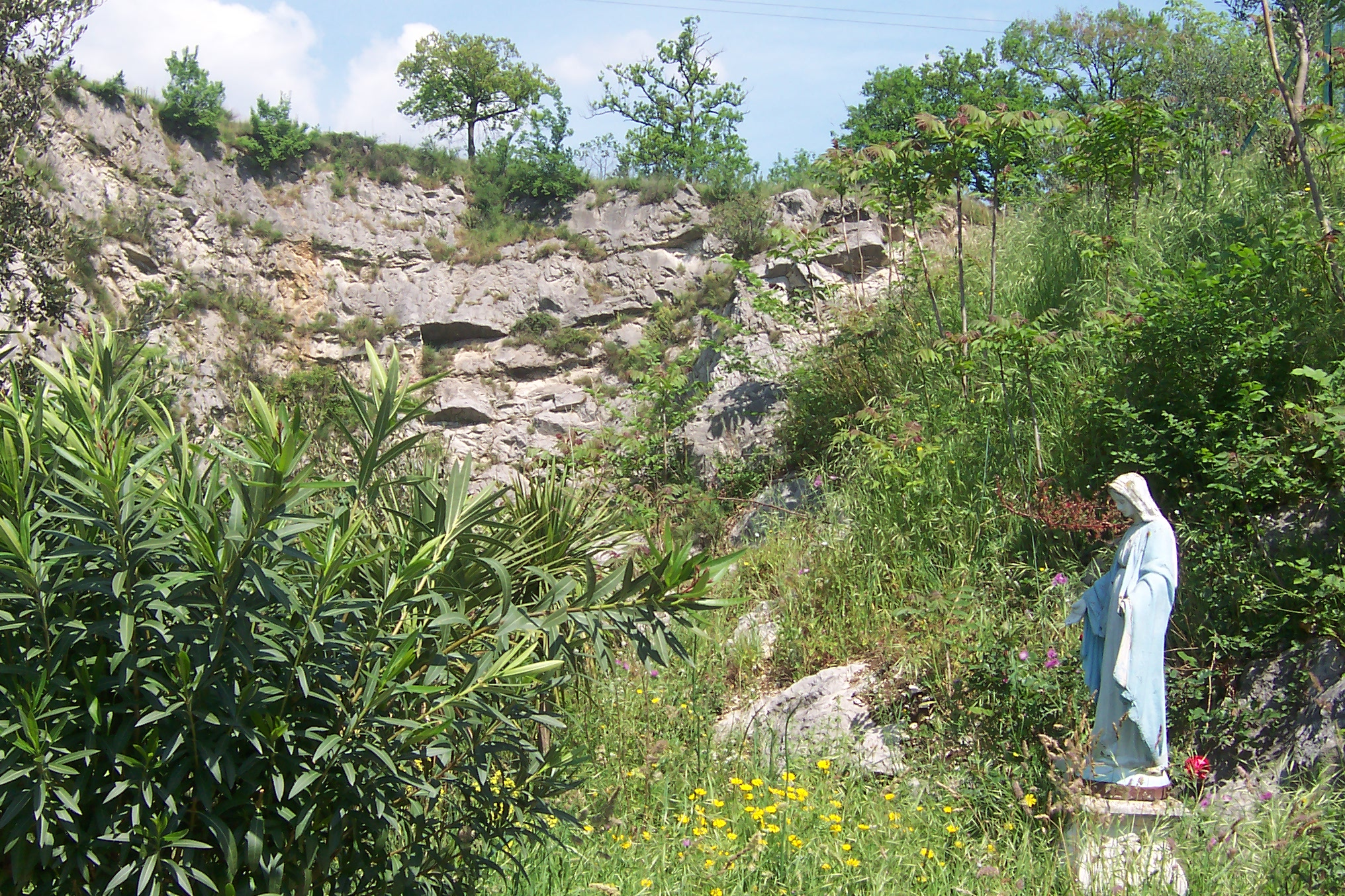
Chiesa di Santa Barbara in Torello - Scenario rupestre (2009)
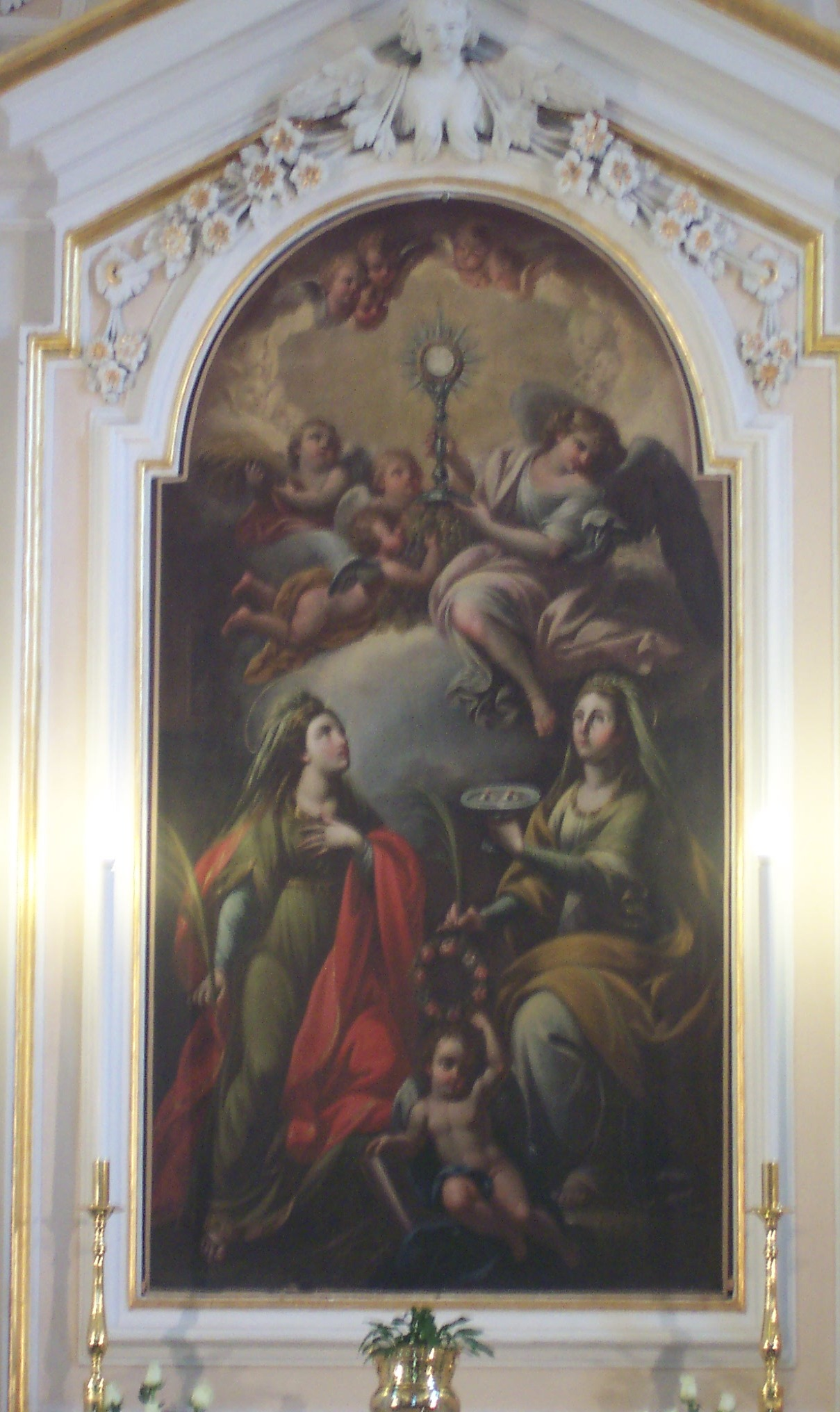
Chiesa di Santa Barbara in Torello - Tela dietro l'altare principale raffigurante il Sacramento, Santa Barbara e Santa Lucia (2009)
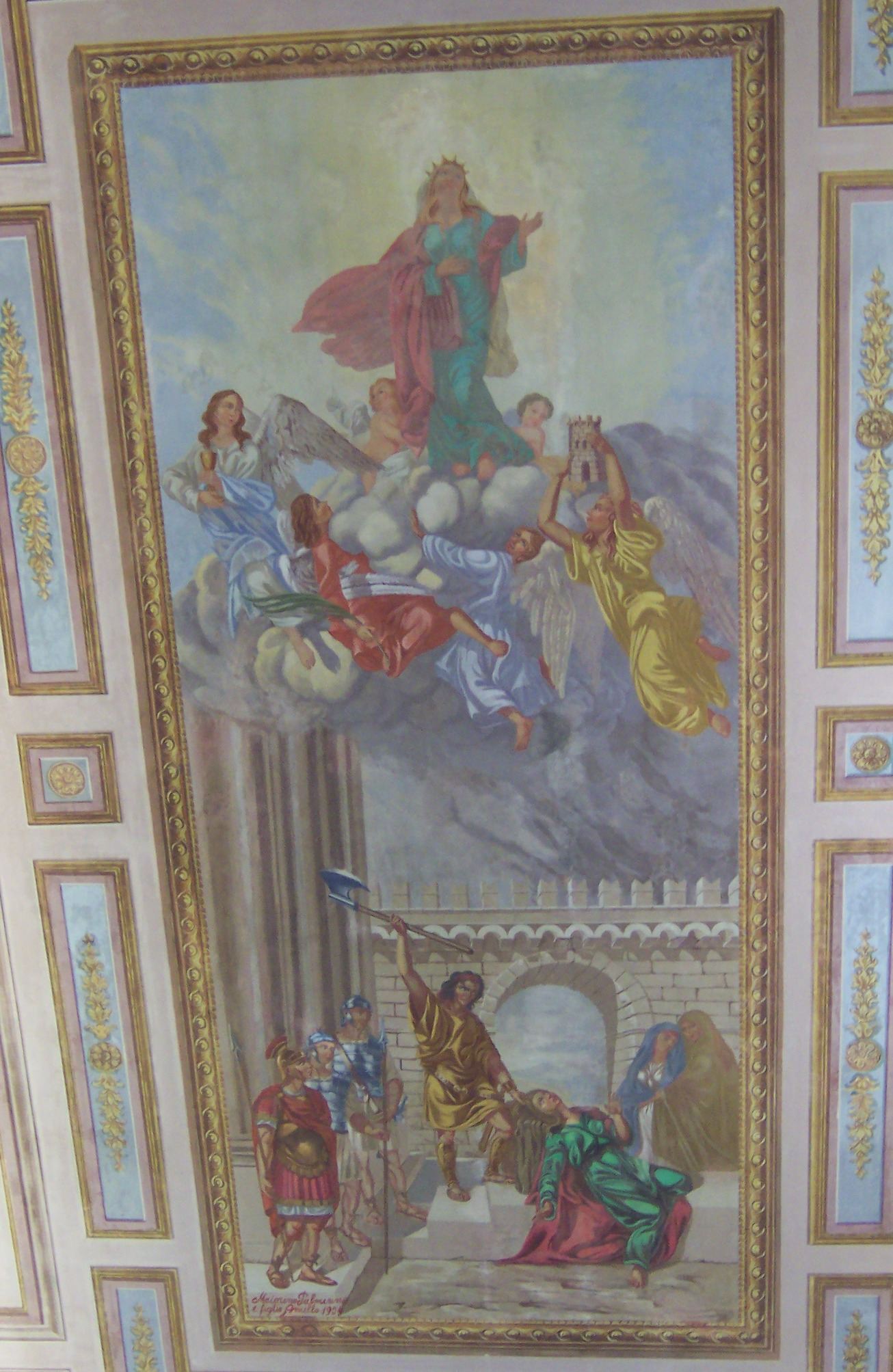
Chiesa di Santa Barbara in Torello - Dettaglio soffitto interno (2009)
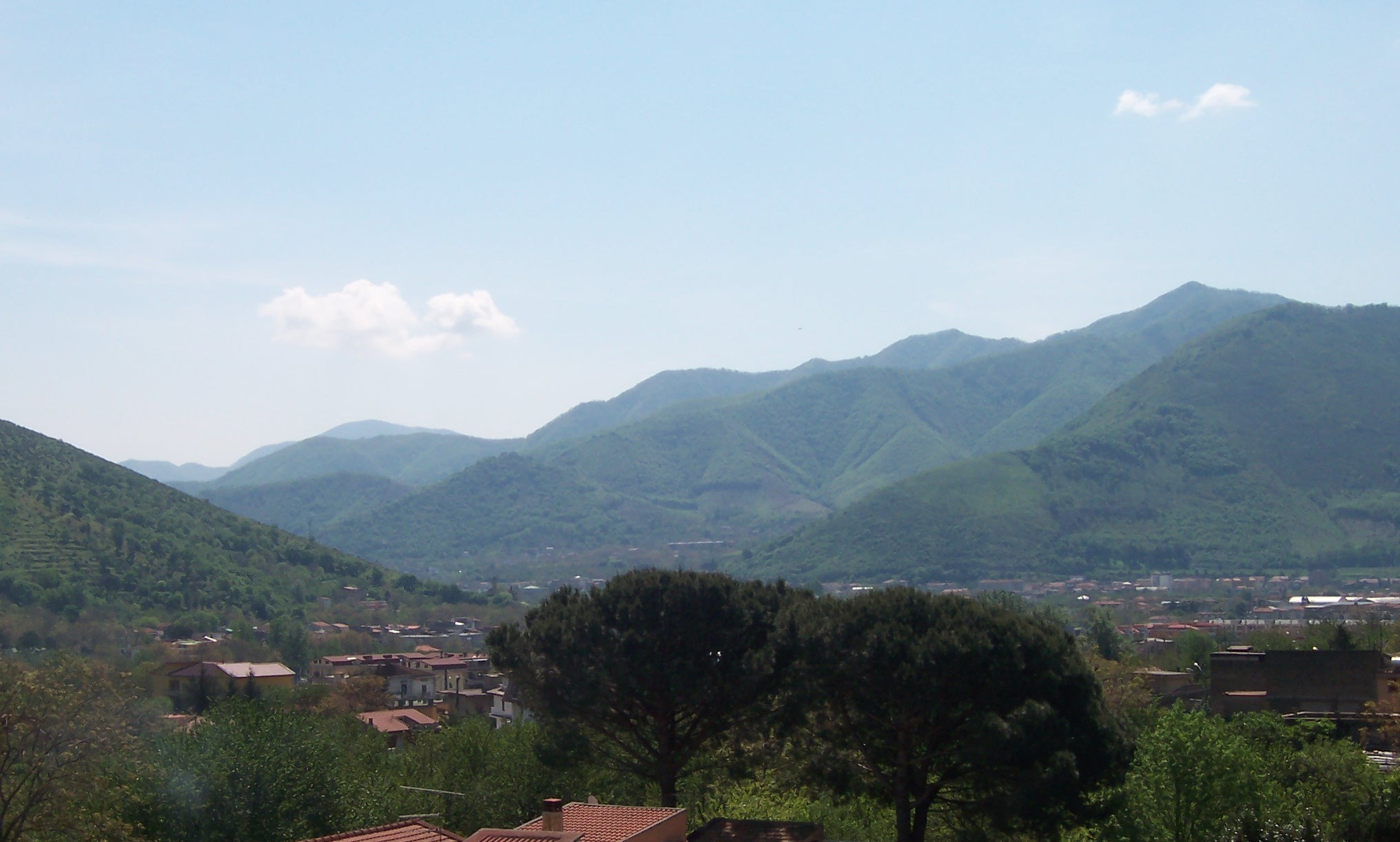
Vista della Valle dell'Orco dalla Chiesa di Santa Barbara in Torello (2009)
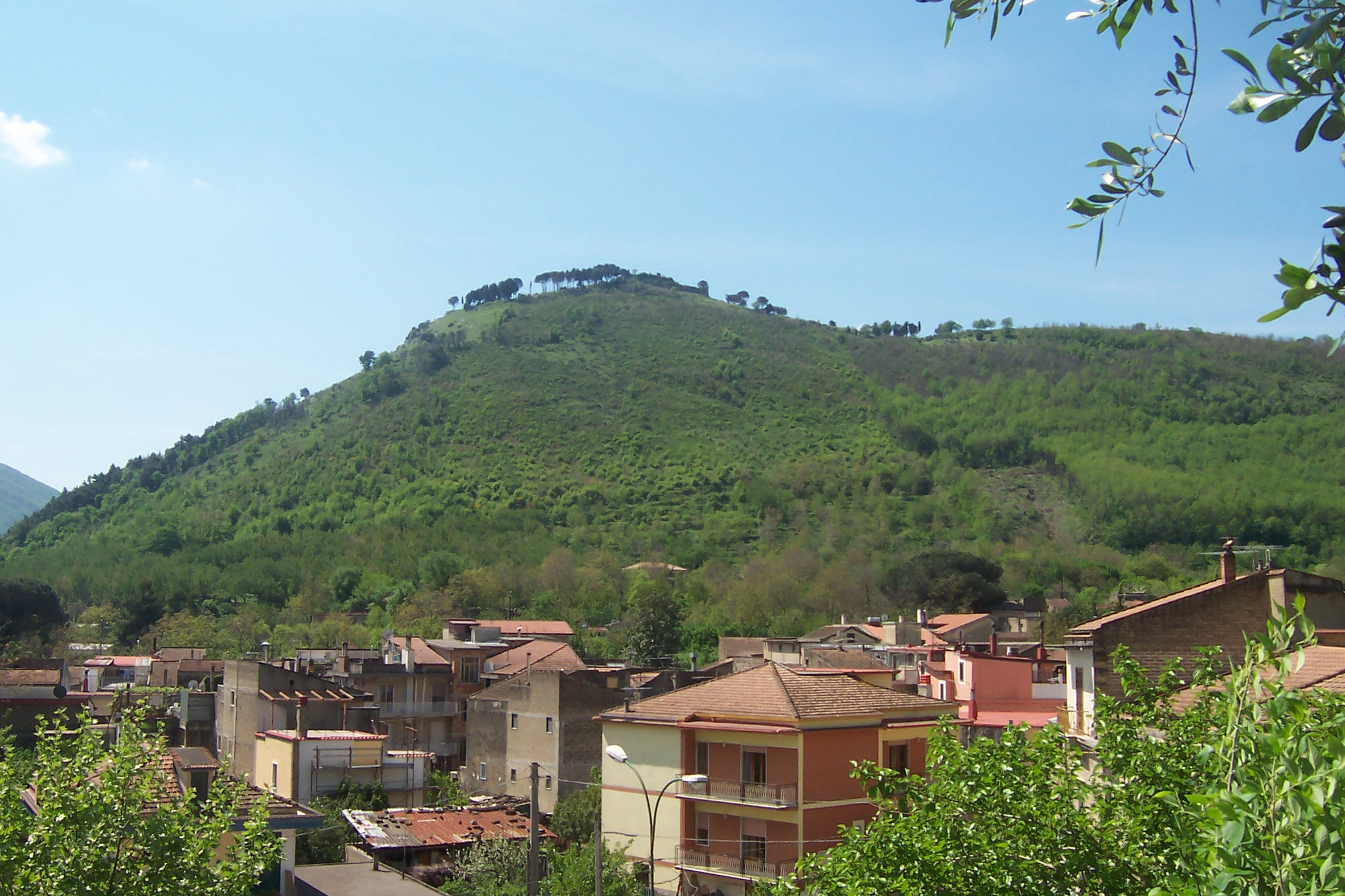
Vista della frazione Torello dalla Chiesa di Santa Barbara (2009)